# Rick Dempsey

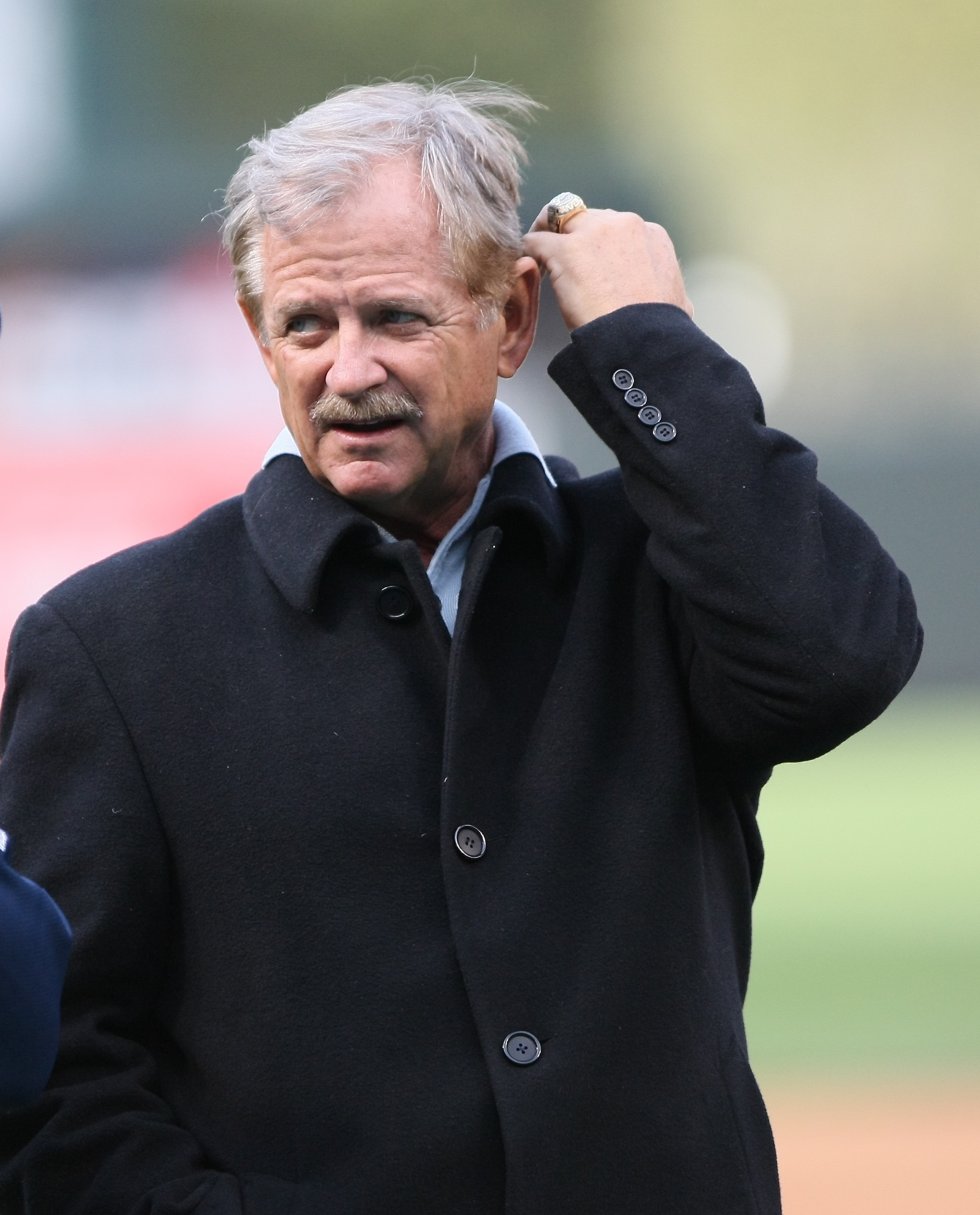
Imagem do ex-jogador de beisebol norte-americano Rick Dempsey.

Rick Dempsey é um ex-jogador profissional de beisebol norte-americano.

## Carreira
Rick Dempsey foi campeão da World Series 1988 jogando pelo Los Angeles Dodgers. Na série de partidas decisiva, sua equipe venceu o Oakland Athletics por 4 jogos a 1.